# Primera División (Argentinien) 1970
Die Primera División 1970 war die 40. Spielzeit der argentinischen Fußball-Liga Primera División. Diese wurde untergliedert in zwei Halbjahresmeisterschaften, die jeweils einen argentinischen Meister hervorbrachten. In der ersten Jahreshälfte fand das Torneo Metropolitano statt, die zweite Jahreshälfte wurde im Torneo Nacional ausgespielt. Dieser Modus wurde bis ins Jahr 1985 beibehalten, ehe man sich der Spielweise in Europa anpasste und nicht mehr im Kalenderjahr, sondern von Sommer zu Sommer spielte.

## Torneo Metropolitano
Das Torneo Metropolitano wurde mit 21 Teilnehmern ausgespielt, die im Ligasystem je einmal gegeneinander spielten. Es begann am 20. März und endete am 27. Juli 1970.
Am Ende des Torneo Metropolitano konnte sich CA Independiente durchsetzen und wurde zum siebten Mal in der Vereinsgeschichte argentinischer Fußballmeister.

### Tabelle
| Pl. | Verein                               | Sp. | S  | U  | N  | Tore    | Diff. | Punkte |
| --- | ------------------------------------ | --- | -- | -- | -- | ------- | ----- | ------ |
| 1.  | CA Independiente                     | 20  | 12 | 3  | 5  | 043:250 | +18   | 27     |
| 2.  | River Plate                          | 20  | 10 | 7  | 3  | 042:240 | +18   | 27     |
| 3.  | Club Atlético San Lorenzo de Almagro | 20  | 7  | 11 | 2  | 036:200 | +16   | 25     |
| 4.  | Boca Juniors                         | 20  | 10 | 5  | 5  | 030:190 | +11   | 25     |
| 5.  | Newell’s Old Boys                    | 20  | 8  | 9  | 3  | 028:260 | +2    | 25     |
| 6.  | Club Atlético Platense               | 20  | 9  | 6  | 5  | 024:190 | +5    | 24     |
| 7.  | Club Atlético Atlanta                | 20  | 8  | 6  | 6  | 029:260 | +3    | 22     |
| 8.  | CA Banfield                          | 20  | 6  | 10 | 4  | 017:140 | +3    | 22     |
| 9.  | Gimnasia y Esgrima La Plata          | 20  | 8  | 5  | 7  | 028:260 | +2    | 21     |
| 10. | Vélez Sarsfield                      | 20  | 8  | 5  | 7  | 027:260 | +1    | 21     |
| 11. | Racing Club de Avellaneda            | 20  | 5  | 11 | 4  | 026:220 | +4    | 21     |
| 12. | Rosario Central                      | 20  | 7  | 7  | 6  | 026:230 | +3    | 21     |
| 13. | Chacarita Juniors (M)                | 20  | 8  | 4  | 8  | 022:230 | −1    | 20     |
| 14. | Club Atlético Huracán                | 20  | 6  | 7  | 7  | 033:320 | +1    | 19     |
| 15. | Quilmes AC                           | 20  | 6  | 5  | 9  | 024:320 | −8    | 17     |
| 16. | Estudiantes de La Plata              | 20  | 4  | 9  | 7  | 022:260 | −4    | 17     |
| 17. | Argentinos Juniors                   | 20  | 5  | 7  | 8  | 021:330 | −12   | 17     |
| 18. | Unión de Santa Fe                    | 20  | 6  | 4  | 10 | 024:350 | −11   | 16     |
| 19. | CA Lanús                             | 20  | 4  | 5  | 11 | 022:350 | −13   | 13     |
| 20. | CA Colón                             | 20  | 3  | 5  | 12 | 021:400 | −19   | 11     |
| 21. | CA Los Andes                         | 20  | 2  | 5  | 13 | 022:410 | −19   | 09     |

| (M) | Vorjahres-Meister Metropolitano |

### Meistermannschaft
| CA Independiente | |
|                  | Ramón Adorno, Raúl Bernao, Eduardo Commisso, Vicente de la Mata, Omar Diéguez, Luis Garisto, Eduardo Maglioni, Dante Mírcoli, Idalino Monges, José Pastoriza, Ricardo Pavoni, Miguel Ángel Raimondo, Miguel Santoro, Alejandro Semenewicz, Aníbal Tarabini, Héctor Yazalde Trainer: Manuel Giudice |

### Torschützenliste
| Pl. | Nat.        | Spieler         | Verein                               | Tore |
| --- | ----------- | --------------- | ------------------------------------ | ---- |
| 1   | Argentinien | Oscar Más       | River Plate                          | 16   |
| 2   | Argentinien | Alfredo Obberti | Newell’s Old Boys                    | 15   |
| 3   | Argentinien | Aníbal Tarabini | CA Independiente                     | 14   |
| 4   | Argentinien | Rodolfo Fischer | Club Atlético San Lorenzo de Almagro | 13   |
| 5   | Argentinien | Delio Onnis     | Gimnasia y Esgrima LP                | 12   |
| 5   | Argentinien | Héctor Yazalde  | CA Independiente                     | 12   |

## Torneo Nacional
Das Torneo Nacional war die zweite Halbjahresmeisterschaft. Es begann am 4. September und endete am 23. Dezember 1970. Zunächst wurden zwei Gruppen gebildet, deren beide bestplatzierte Mannschaften sich in zwei Halbfinalspielen trafen. Aus diesen Semifinals wurden die beiden Finalteilnehmer ermittelt. Diese waren im Jahr 1970 die Boca Juniors und Rosario Central. Die Boca Juniors konnte sich letztlich im Endspiel durchsetzen und ihren Titelgewinn aus dem Vorjahr wiederholen.

### Gruppenphase

#### Gruppe A
| Pl. | Verein                               | Sp. | S  | U | N  | Tore    | Diff. | Punkte |
| --- | ------------------------------------ | --- | -- | - | -- | ------- | ----- | ------ |
| 1.  | Chacarita Juniors                    | 20  | 13 | 3 | 4  | 025:190 | +6    | 29     |
| 2.  | Gimnasia y Esgrima La Plata          | 20  | 12 | 3 | 5  | 046:310 | +15   | 27     |
| 3.  | River Plate                          | 20  | 11 | 4 | 5  | 030:200 | +10   | 26     |
| 4.  | Club Atlético San Lorenzo de Almagro | 20  | 11 | 2 | 7  | 045:260 | +19   | 24     |
| 5.  | Gimnasia y Esgrima Mendoza           | 20  | 10 | 3 | 7  | 033:320 | +1    | 23     |
| 6.  | Racing Club de Avellaneda            | 20  | 5  | 7 | 8  | 035:300 | +5    | 17     |
| 7.  | Newell’s Old Boys                    | 20  | 5  | 5 | 10 | 029:360 | −7    | 15     |
| 8.  | Club Atlético Talleres               | 20  | 4  | 7 | 9  | 027:420 | −15   | 15     |
| 9.  | CA San Martín de Tucumán             | 20  | 5  | 4 | 11 | 019:370 | −18   | 14     |
| 10. | Club Atlético Platense               | 20  | 3  | 4 | 13 | 021:460 | −25   | 10     |

#### Gruppe B
| Pl. | Verein                    | Sp. | S  | U | N  | Tore    | Diff. | Punkte |
| --- | ------------------------- | --- | -- | - | -- | ------- | ----- | ------ |
| 1.  | Rosario Central           | 20  | 13 | 3 | 4  | 042:260 | +16   | 29     |
| 2.  | Boca Juniors              | 20  | 13 | 3 | 4  | 036:200 | +16   | 29     |
| 3.  | Vélez Sarsfield           | 20  | 9  | 7 | 4  | 039:240 | +15   | 25     |
| 4.  | CA Independiente          | 20  | 9  | 3 | 8  | 037:350 | +2    | 21     |
| 5.  | Estudiantes de La Plata   | 20  | 7  | 6 | 7  | 031:220 | +9    | 20     |
| 6.  | CA Banfield               | 20  | 6  | 6 | 8  | 029:290 | ±0    | 18     |
| 7.  | Club Atlético Atlanta     | 20  | 5  | 6 | 9  | 017:220 | −5    | 16     |
| 8.  | CA Kimberley              | 20  | 4  | 7 | 9  | 033:410 | −8    | 15     |
| 9.  | Gimnasia y Esgrima Jujuy  | 20  | 4  | 6 | 10 | 027:430 | −16   | 14     |
| 10. | CA San Martín de San Juan | 20  | 4  | 5 | 11 | 027:470 | −20   | 13     |

### Halbfinale
|                 | Ergebnis |                             |
| --------------- | -------- | --------------------------- |
| Boca Juniors    | 2:0      | Chacarita Juniors           |
| Rosario Central | 3:0      | Gimnasia y Esgrima La Plata |

### Finale
|              | Ergebnis  |                 |
| ------------ | --------- | --------------- |
| Boca Juniors | 2:1 n. V. | Rosario Central |

### Meistermannschaft
| Boca Juniors | |
|              | Antonio Cabrera, Jorge Coch, Hugo Curioni, Omar Larrosa, Norberto Rubén Madurga, Silvio Marzolini, Orlando José Medina, Julio Meléndez, Miguel Nicolau, Nicolás Novello, Armando Ovide, José Rubén Palacios, Ignacio Peña, Rubén Peracca, Oscar Pianetti, Ramón Ponce, Roberto Rogel, Ángel Clemente Rojas, Antonio Roma, Rubén Omar Sánchez, Raúl Armando Savoy, Rubén Suñé Trainer: José María Silvero |

### Torschützenliste
| Pl. | Nat.        | Spieler            | Verein                | Tore |
| --- | ----------- | ------------------ | --------------------- | ---- |
| 1   | Argentinien | Carlos Bianchi     | Vélez Sarsfield       | 18   |
| 2   | Argentinien | Delio Onnis        | Gimnasia y Esgrima LP | 16   |
| 3   | Argentinien | Juan José Valiente | CA Kimberley          | 15   |
| 4   | Argentinien | Roberto Gramajo    | Rosario Central       | 13   |
| 4   | Argentinien | Alfredo Obberti    | Newell’s Old Boys     | 13   |